# Gilles Eyquem

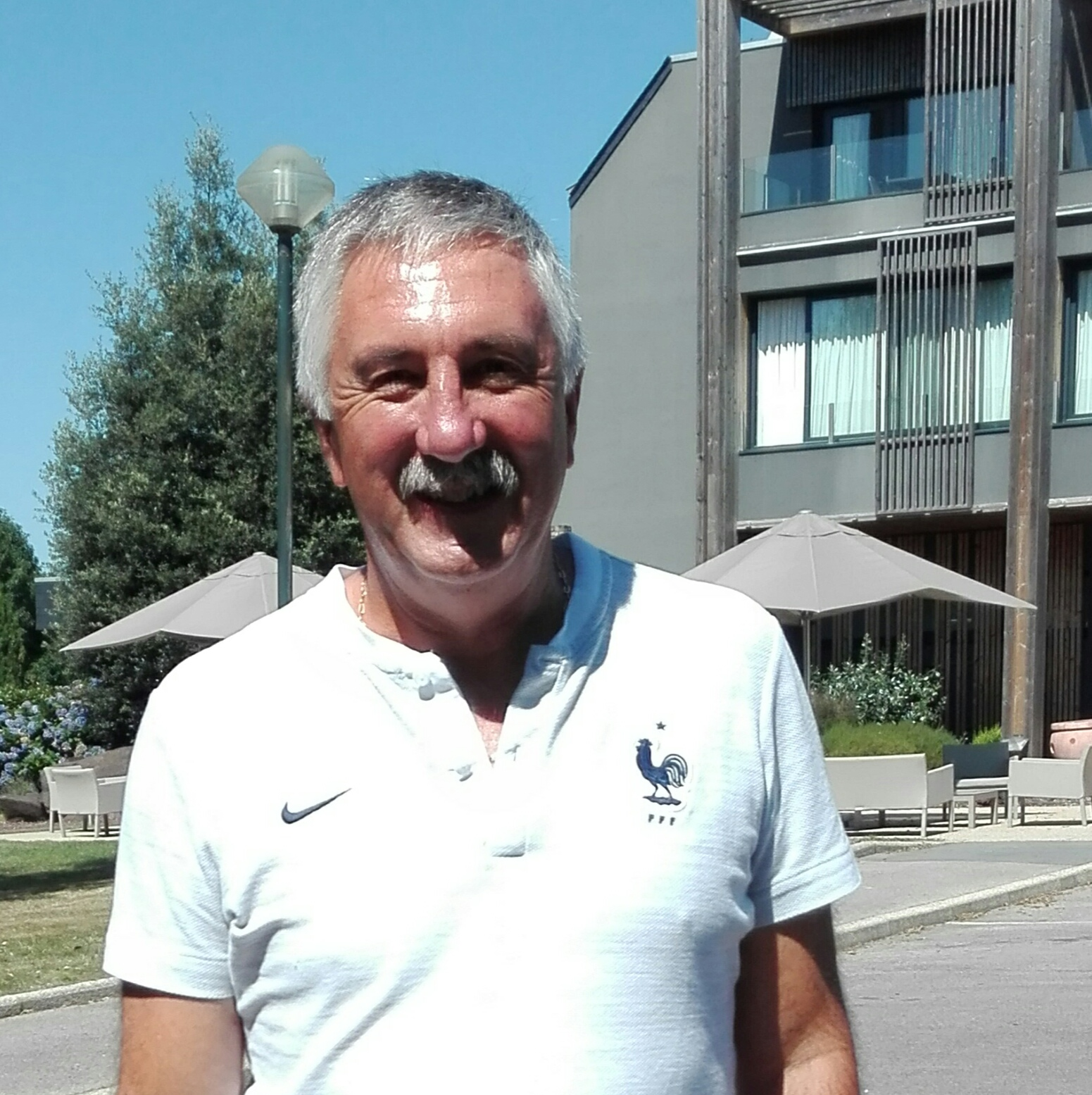
Gilles Eyquem (2018)

Gilles Eyquem (* 30. Mai 1959 in Caudéran, heute ein Stadtteil von Bordeaux) ist ein ehemaliger französischer Fußballspieler, der seit Beendigung seiner Aktivenkarriere als Trainer arbeitet.

## Karriere als Spieler
Gilles Eyquem begann mit dem Fußballspielen im Verein als Jugendlicher bei der SA Mérignac, ehe er 1976 zum dominierenden Klub der Region, den Girondins Bordeaux, wechselte. Im selben Jahr gewann er mit deren A-Jugend-Elf die Coupe Gambardella; bei Bordeaux blieb der Abwehrspieler bis 1982 und verzeichnete ab der Saison 1977/78 60 Punktspieleinsätze in der ersten Division, war also eher Ergänzungs- als Stammspieler. Die Girondins landeten in diesen Jahren überwiegend nur im oberen Mittelfeld der Liga – ihre erfolgreichste Zeit begann erst 1983 –, so dass ein dritter Platz im Abschlussklassement 1980/81 die beste Platzierung in Eyquems Karriere blieb. Auch im Landespokal kam er mit seinem Team über zwei Viertelfinalteilnahmen (1981 und 1982) nicht hinaus.
Es folgte ein Jahr bei Zweitdivisionär EA Guingamp, anschließend ab 1983 jeweils zwei Spielzeiten mit Guingamps Ligakonkurrenten AS Cannes und Chamois Niort, dem 1987 der Aufstieg gelang. Gilles Eyquem kehrte allerdings nicht in das fußballerische Oberhaus zurück, sondern schloss sich dem SCO Angers an, mit dem er weiter in der zweiten Division aktiv war. Ab 1989 war er als Spielertrainer für den Amateurverein AS Cherbourg tätig, ehe er 1991 seine Zeit als Spieler beendete.

### Vereinsstationen
- SA Mérignac (bis 1976)
- Girondins Bordeaux (1976–1982)
- EA Guingamp (1982/83)
- AS Cannes (1983–1985)
- Chamois Niort (1985–1987)
- SCO Angers (1987–1989)
- AS Cherbourg (1989–1991), als Spielertrainer

## Trainertätigkeit
Aus Cherbourg kehrte Gilles Eyquem in Frankreichs Südwesten zurück, wo er acht Jahre lang die Ligamannschaft der SU Agen trainierte und sich zudem auch intensiv um die Jugendabteilung des Amateurvereins kümmerte.
1999 wurde er als Nachfolger von Philippe Bergeroo technischer Direktor beim regionalen Fußballverband der Aquitaine sowie dessen Untergliederungen für Bordeaux und Gironde-Est. Außerdem begann er um die Jahrtausendwende damit, Bergeroo als Co-Trainer bei den französischen Auswahlmannschaften der B- und A-Mädchen zu assistieren. 2012 vertraute der nationale Fußballverband ihm die französische U-19-Auswahl hauptverantwortlich an. Mit diesem ältesten Jugendjahrgang holte Eyquem bereits in seinem ersten Jahr den Europameistertitel – ein Erfolg, den er mit den weiblichen A-Jugendlichen 2016 wiederholen konnte. Auch bei der U-19-EM 2017 stand Frankreich wieder im Endspiel, unterlag darin diesmal jedoch. Bei der Europameisterschaft 2019 in Schottland gewannen Eyquems Spielerinnen den Titel aber ein weiteres Mal.
Parallel dazu bereitete er die französische U-20-Frauen-Auswahl ab 2014 auf die im zweijährigen Turnus ausgetragenen Juniorinnen-Weltmeisterschaften vor. Diese als Bleuettes („die Bläuchen“) bezeichneten Spielerinnen entstammten ja in aller Regel der von ihm gleichfalls betreuten U19. Einen Titel hat Gilles Eyquem mit diesem Team bisher noch nicht gewonnen, es aber jedes Mal unter die besten vier Frauschaften gebracht: Vizeweltmeister 2016, ein dritter Platz 2014 und – vor heimischem Publikum die eigenen Ansprüche eher verfehlend – ein vierter Platz 2018. Auch bei der U-20 – wie seit 2012 bei der U-19 – ist seine Trainerassistentin die Ex-Internationale Sandrine Ringler. Ab August 2019 konzentrierte Eyquem sich ausschließlich auf die U-20, wo ihm zwei Jahre später Sonia Haziraj nachfolgte.

## Palmarès als Trainer
- U-19-Europameister der Frauen: 2013, 2016, 2019 (und Vizeeuropameister 2017)
- U-20-Weltmeisterschaft der Frauen: 2. Platz 2016, 3. Platz 2014, 4. Platz 2018

## Nachweise und Anmerkungen
1. ↑  nach dem Artikel „Gilles Eyquem (CTR Aquitaniens) erinnert sich … (Memento des Originals vom 17. August 2016 im Internet Archive)  Info: Der Archivlink wurde automatisch eingesetzt und noch nicht geprüft. Bitte prüfe Original- und Archivlink gemäß Anleitung und entferne dann diesen Hinweis.“ vom 22. April 2016 bei onatousuncotefoot.fr
2. ↑  Stéphane Boisson/Raoul Vian: Il était une fois le Championnat de France de Football. Tous les joueurs de la première division de 1948/49 à 2003/04. Neofoot, Saint-Thibault o. J.
3. ↑  nach den Artikeln „Einige Änderungen in den Trainerstäben bei den Torwarttrainern“ und „U19, erste Liste für den Wiederbeginn“, beide vom 28. August 2018 bei footofeminin.fr
4. ↑  Artikel „Gilles Eyquem: ‚Ich merke mir die Lektion‘“ vom 25. August 2018 bei footofeminin.fr
5. ↑  Artikel „Jugendauswahlen – Veränderungen in den Leitungspositionen“ vom 28. August 2019 bei footofeminin.fr

| Personendaten    | Personendaten                                      |
| ---------------- | -------------------------------------------------- |
| NAME             | Eyquem, Gilles                                     |
| KURZBESCHREIBUNG | französischer Fußballspieler und -trainer          |
| GEBURTSDATUM     | 30. Mai 1959                                       |
| GEBURTSORT       | Caudéran, Frankreich, heute Stadtteil von Bordeaux |